# BOW川
BOW川（ボウかわ、1994年6月6日 - ）は、eスポーツプロプレイヤー。野球ゲームの「実況パワフルプロ野球」（略称パワプロ）を舞台に戦う「eBASEBALLパワプロ・プロリーグ」初代王者。本名は大川泰広（おおかわ・やすひろ）。

## 来歴・人物
長野県生まれ。佐久長聖高校野球部、明治学院大学軟式野球部出身。
小学2年生から野球を始め、中学では軟式野球部。佐久長聖高校に投手として入学し、2012年に夏の甲子園に出場するもレギュラーにはなれなかった。明治学院大学軟式野球部３年時に肩を痛めて野球を断念。その後、野球ゲームの「実況パワフルプロ野球」（パワプロ）のオンライン対決に熱を入れ始め、会社に勤めながらパワプロの腕を磨いた。
日本野球機構(NPB)とコナミデジタルエンタテインメントの共催で、実際のプロ野球同様に12球団がセリーグとパリーグに分かれ、日本一の座をかけて争う「eBASEBALL パワプロプロリーグ」が発足。
2017年 eドラフト会議で埼玉西武ライオンズから1位指名を受ける。翌2018年に埼玉西武ライオンズのキャプテンとしてパリーグ優勝に貢献。日本シリーズでもセリーグ覇者の横浜DeNAベイスターズを6-3で破り「eBASEBALLパワプロ・プロリーグ」初代王者に輝いた。リアル野球では叶えられなかった日本一の夢を遂に叶えた。
2018年日本シリーズ優勝後のeドラフト会議で東京ヤクルトスワローズから1位指名を受ける。翌2019年前年度は最下位だった東京ヤクルトスワローズをセリーグ優勝に導き「eBASEBALL界の優勝請負人」と称された。

## 主な戦績
- パワフェス2016 埼玉西武ライオンズ大会 準優勝
- フジテレビONE いいすぽ！ 東京大会特別枠選抜 優勝
- パワプロチャンピオンシップス2017  オンライン予選特別枠 1位
- パワプロチャンピオンシップス2017 全国決勝大会ベスト4
- eBASEBALL（埼玉西武ライオンズ）2018 パリーグ優勝 　e日本シリーズ優勝
- eBASEBALL（東京ヤクルトスワローズ）2019 セリーグ優勝